# Avarer (kaukasiskt folk)
Avarer är ett folkslag som bor i Kaukasusbergen, dess nordöstra del inom den ryska delrepubliken Dagestan. De är muslimer. Det är osäkert om det finns någon koppling mellan de kaukasiska avarerna och det historiska ryttarfolket med samma namn "avarer" som bosatte sig i Centraleuropa under tidig medeltid.
De kaukasiska avarerna kallades av kineserna "Jou-jan". De var vid början av 400-talet bosatta i östra Mongoliet, men förde från 424 ständiga krig med det nordkinesiska kejsardömet och skapade snabbt ett stort rike, som sträckte sig från Stilla havet över Tianshan och Dzungariet till Turkestan. Avarerna upprätthöll intima förbindelser med heftaliterna och var under mer än hundra år Centralasiens mäktigaste folk. De tävlade med kineserna om inflytandet över de många smårikena längs karavanvägarna i Tarimbäckenet, men deras makt krossades plötsligt år 552 genom ett uppror av lydfolket turkarna, vilka nu skapade ett mäktigt rike. Anakuei, den siste kungen tog sitt liv och stammarna skingrades. Några tusen som flydde till Kina massakrerades där.